# رأس التوارة
رأس التوارة يقع في فلسطين بالقرب من مدينة الخليل، وتبلغ مساحته حوالي 6 هكتار، لم تجر مواسم حفريات أثرية في الموقع، ولكن نتائج المسوحات الأثرية تشير إلى أنه كان مأهولاً بالسكان ومحصناً خلال المراحل الثلاث الأولى من العصر البرونزي القديم ابتداء من المرحلة الأولى.